# USS Doran (DD-634)
USS Doran (DD-634/DMS-41) là một tàu khu trục lớp Gleaves được Hải quân Hoa Kỳ chế tạo trong Chiến tranh Thế giới thứ hai. Nó đã tham gia suốt Thế Chiến II, cải biến thành một tàu quét mìn cao tốc với ký hiệu lườn DMS-41, sống sót qua cuộc xung đột, ngừng hoạt động năm 1947 và bị tháo dỡ năm 1973. Nó là chiếc tàu chiến thứ hai của Hải quân Hoa Kỳ được đặt theo tên John James Doran (1864-1904), một thủy thủ đã tham gia cuộc Chiến tranh Tây Ban Nha-Hoa Kỳ và được tặng thưởng Huân chương Danh dự.

## Thiết kế và chế tạo
Doran được chế tạo tại Xưởng hải quân Boston. Nó được đặt lườn vào ngày 14 tháng 6 năm 1941; được hạ thủy vào ngày 10 tháng 12 năm 1941, và được đỡ đầu bởi bà P. J. Hurley, em của thủy thủ Doran. Con tàu được cho nhập biên chế cùng Hải quân Hoa Kỳ vào ngày 4 tháng 8 năm 1942 dưới quyền chỉ huy của Thiếu tá Hải quân H. W. Gordon.

## Lịch sử hoạt động
Doran khởi hành từ Norfolk, Virginia vào ngày 23 tháng 10 năm 1942 để hộ tống các tàu vận tải tham gia Chiến dịch Torch, cuộc đổ bộ của lực lượng Đồng Minh lên Bắc Phi, và đi đến ngoài khơi Safi, Maroc vào ngày 8 tháng 11. Hai ngày sau, đang khi làm nhiệm vụ tuần tra, nó lục soát một tàu ngầm Pháp bị mắc cạn, vốn đã thoát ra khỏi Casablanca nhưng bị bỏ lại sau khi chịu đựng những cuộc ném bom của máy bay Hoa Kỳ. Chiếc tàu khu trục quay trở về Norfolk vào ngày 24 tháng 11.
Từ ngày 12 tháng 12 năm 1942 đến ngày 28 tháng 4 năm 1943, Doran thực hiện ba chuyến đi hộ tống từ New York và Norfolk. Nó đi đến Oran vào ngày 22 tháng 6, để lại lên đường đi Casablanca vào ngày 5 tháng 7. Nó khởi hành từ vào ngày 8 tháng 6 để tham gia Chiến dịch Husky, cuộc đổ bộ của lực lượng Đồng Minh lên Sicily thuộc Ý; hộ tống cho các tàu vận tải ngoài khơi Scoglitti và bắn pháo hỗ trợ cho cuộc đổ bộ vào ngày 10 tháng 7. Nó tiếp tục làm nhiệm vụ hộ tống và tuần tra trong khuôn khổ chiến dịch này tại khu vực giữa Bizerte, Tunisia và các cảng Sicily cho đến ngày 21 tháng 8. Sáu ngày sau, nó khởi hành từ Casablanca để quay trở về Hoa Kỳ, về đến New York vào ngày 14 tháng 9.
Quay trở lại nhiệm vụ hộ tống vận tải, Doran thực hiện năm chuyến đi giữa Boston, Massachusetts và New York đến các cảng Anh Quốc từ ngày 22 tháng 10 năm 1943 đến ngày 1 tháng 5 năm 1944. Nó khởi hành từ Norfolk vào ngày 17 tháng 5 để quay trở lại khu vực Địa Trung Hải, nơi nó hộ tống các tàu vận tải đi từ Oran đến Naples, rồi tiến hành các cuộc thực tập và tuần tra chống tàu ngầm ngoài khơi Oran và Gibraltar. Nó quay trở về New York vào ngày 22 tháng 8, thực hiện một chuyến hộ tống vận tải đến Liverpool từ ngày 6 tháng 10 đến ngày 1 tháng 11, trước khi lên đường đi đến vùng kênh đào Panama trong thành phần hộ tống cho tàu sân bay Randolph (CV-15).
Từ ngày 13 tháng 1 đến ngày 26 tháng 4 năm 1945, Doran hộ tống hai đoàn tàu vận tải đi sang Oran, trước khi được cải biến tại Charleston, South Carolina thành một tàu quét mìn cao tốc, và được xếp lại lớp với ký hiệu lườn mới DMS-41 vào ngày 30 tháng 5 năm 1945. Sau khi hoàn tất việc cải biến và chạy thử máy, nó khởi hành từ Norfolk vào ngày 2 tháng 7 cho một tháng huấn luyện tại San Diego, California, ghé qua Trân Châu Cảng và đi đến Okinawa vào ngày 7 tháng 10. Nó thực hiện quét mìn tại Hoàng Hải, và làm nhiệm vụ hộ tống và vận chuyển thư tín tại Thượng Hải, Trung Quốc cho đến ngày 3 tháng 1 năm 1946, khi nó lên đường đi Wakanoura Wan hộ tống các tàu thuộc Hải đội Quét mìn 11 làm nhiệm vụ rải phao tiêu. Nó tiếp tục làm nhiệm vụ tại vùng biển Nhật Bản cho đến ngày 11 tháng 3, khi nó khởi hành từ Yokosuka để quay về San Francisco, đến nơi vào ngày 31 tháng 3.
Doran được xuất biên chế và đưa về lực lượng dự bị tại vào ngày 29 tháng 1 năm 1947. Vẫn đang trong tình trạng dự bị, nó được xếp lớp trở lại như một tàu khu trục với ký hiệu lườn cũ DD-634 vào ngày 15 tháng 7 năm 1966. Tên nó được cho rút khỏi danh sách Đăng bạ Hải quân vào ngày 15 tháng 1 năm 1972, và nó bị bán để tháo dỡ vào ngày 27 tháng 8 năm 1973.

## Phần thưởng
Doran được tặng thưởng ba Ngôi sao Chiến trận do thành tích phục vụ trong Thế Chiến II.